# Дворец культуры комбайнового завода
Дворец культуры комбайнового завода — таганрогский дворец культуры, принадлежавший Таганрогскому комбайновому заводу.

## Названия Дворца культуры
- Клуб Русско-Балтийского завода
- Клуб металлистов
- Клуб Б.С.Р.М. (машиностроения)
- Клуб завода имени Сталина
- Дворец культуры завода имени Сталина
- Дворец культуры комбайностроителей

## Здание
До Октябрьской революци  на месте этого здания находились казармы 274-го запасного полка. 
Начало проектных работ Клуба относится к 1923 году. Автор проекта — архитектор М.Ф. Покорный. 
Клуб занимал квартал между улицами Петровской и Фрунзе и переулками Клубным и Гоголевским. На Петровскую и до сих пор выходит фасад здания, а пространство за зданием вплоть до ул. Фрунзе было занято сквером. Этот сквер был одним из самых ухоженных в Таганроге, пока вокруг него существовала решётчатая ограда.
Здание — яркий образец конструктивизма в архитектуре. В плане здание напоминало головку разводного гаечного ключа — символ мирного труда. Клуб металлистов строился совместно Таганрогском инструментальным заводом (впоследствии — Таганрогский комбайновый завод) и заводом «Красный котельщик». Клуб возводился молодёжью Таганрога из кирпича разобранной церкви во имя Святого Архангела Михаила, находившейся на месте нынешнего молокозавода. Средств и материалов не хватало, поэтому вместо железобетона здание возведено из кирпича. Фасады оштукатурены. Главный вход акцентирован полуцилиндрическим фасадом вестибюля и фойе второго этажа. Третий этаж этого крыла был надстроен в 1960-е годы. Металлические оконные переплёты подчёркивали «индустриальность», а не жилой характер здания.

## История
В 2004 году владельцы Таганрогского комбайнового завода, будучи не в силах финансировать деятельность ДК, продали здание фирме «Интерресурс», которая начала его реконструкцию.
В 2011 году в здании бывшего Дворца культуры комбайнового завода был создан Таганрогский дворец молодёжи.

## Изостудия ДК комбайнового завода
В ДК комбайнового завода работала студия изобразительного искусства, считавшаяся сильнейшей в Таганроге. В разные годы студией руководили художники Николай Бут, Валентина Руссо, Леонид Стуканов.

## Народный оперный театр
Оперный театр существовал во Дворце культуры комбайнового завода с 1958 по 1982 год. Создан Иваном Федоровичем Чангли-Чайкиным. За постановку оперы П. И. Чайковского «Евгений Онегин» самодеятельный оперный театр ДК в 1959 году получил звание «Народного». В театре ставились оперы, балеты и оперетты. В 1965 году театр в составе 150 человек гастролировал в Москве, дав 3 спектакля, в том числе и в Кремлёвском дворце.